# Hukvaldy (hrad)
Hukvaldy jsou zřícenina hradu ve stejnojmenné obci Hukvaldy v okrese Frýdek-Místek v Moravskoslezském kraji. Hradní areál je chráněn jako kulturní památka.

## Historie
Přesná doba vzniku hradu není známa, dlouhou dobu se spekulovalo o rozpětí let 1228–1285. Z roku 1234 se dochovala trojice listin, při jejichž sepsání svědčil Arnold z Hückeswagenu. Z toho se usuzovalo, že hrad již v této době musel stát a Arnold se po něm psal. Ve skutečnosti se však jednalo o říšského hraběte, který se psal po svém rodovém hradě Hückeswagen v Porýní. Ovšem v této době již sídlil na Moravě, o čemž svědčí i záznam z roku 1240, kdy získal hrad Jičín (dnes Starý Jičín). K roku 1257, kdy je znám výčet obcí jičínského panství, jakékoliv zmínky o Hukvaldech chybí. V roce 1256 pak celé toto území – vymezené Hranicemi, řekou Ostravicí, Beskydami a řekou Odrou – získal olomoucký biskup Bruno ze Schauenburku. Ten si polovinu ponechal a druhou propůjčil v léno Frankovi z Hückeswagenu, synovi Arnolda. Frank si za své sídlo zvolil Příbor a následně se on i jeho potomci psali jako páni z Příbora. Někdy mezi lety 1260–1270 přišli o hrad Jičín, který získali Bludovicové, a v této době si jako náhradu vystavěli hrad Hukenswald (dnes Hukvaldy).
První písemná zmínka o hradu pochází z roku 1285. Názvem měl pánům z Příbora pravděpodobně co nejvíce připomínat jejich původní rodový hrad Hückeswagen, kterého se Frank a jeho syn Jindřich vzdali 11. září 1260. V roce 1316 však o Hukvaldy přišli a majiteli se stali olomoučtí kanovníci Dětřich a Jindřich z Fulštejna. V roce 1321 jej odkoupil Jindřich z Kytlic, jehož majetkem hrad byl do roku 1327. Další majitelé až do roku 1359 nejsou známi. Z tohoto období však přesto vystupují dvě zásadní události. V roce 1337 nebo 1347 jej zakoupil Jan Volek, levoboček Václava II. V roce 1355 pak papež Inocenc VI. vydal papežskou bulu, kterou určil, že hrad, jenž v té době patřil biskupství, nesmí být v budoucnosti zastavován. Biskupství se majitelem hradu definitivně stalo v roce 1359, kdy jej vykoupil Jan Očko z Vlašimi a později jej olomouckým biskupům spolu s panstvím daroval císař Karel IV. Na dochované listině datované k 18. prosinci 1359, kdy k hukvaldskému panství bylo připojeno místecko-frýdlantské panství, se dochoval popis vlastního panství Hukvaldy, pod které spadaly obce Kozlovice, Tichá, Nová Tichá, část Závěšic, Manská Sedlnice, Sklenov, Petrovice (dnes zaniklé), Trnávka, Chlebovice, Metylovice a městečko Příbor. V této době také došlo na ostrožně, dnes zvané Hrádek, nad Myslíkem k výstavbě menšího hrádku, snad předsunutého strážního bodu Hukvald. K jeho zániku došlo krátce po husitských válkách při novém opevňování hradu.
K vynucené zástavě hradu došlo během tzv. markraběcích válek mezi Joštem a Prokopem, do kterých se časem také zapletl i olomoucký biskup. V roce 1389 je Mikuláš z Rýzmburka nucen hrad, který nedokázal účinně bránit, zastavit Joštovi z Volfsberka. Ovšem ani jemu se obrana hradu příliš nedařila a tak jej v roce 1390 Mikuláš zastavil Jakubu Ščeněti z Bělin. V roce 1399 se novým biskupem stal Jan XI. Mráz, který roku 1400 hrad zastavil císaři Zikmundu Lucemburskému. Ten jej obratem zastavil Jurovi z Messenpeku, kastelánovi Oravského hradu. Obrana hradu byla i nadále starostí Jakuba Ščeněte z Bělin. Velkou část panství během válek získali páni z Kravař, od nichž jej koupila těšínská knížata. Po roce 1403 se sice nový olomoucký biskup Lacek z Kravař pokoušel sehnat peníze na vykoupení hradu, ale to zhatila jeho smrt v roce 1408.
V době husitských válek bylo panství postiženo vpády obou znepřátelených vojsk. Na jaře 1422 tudy protáhla vojska Zikmunda Korybutoviće, ve stejném roce také vojska polského krále Vladislava. Z tohoto důvodu byl roku 1428 hrad Janem XII. Železným zastaven falkenberskému knížeti Bolkovi. V roce 1426 vpadlo na severní Moravu vojsko Jana Tovačovského z Cimburka, které postupně dobylo a případně také vypálilo Přerov, Nový Jičín, Fulnek, Odry, Hranice, Šternberk a hrady Šostýn a Frenštát. Odtud pokračovali do Slezska. V roce 1428 pak vracející se husité obsadili Ostravu – tu ovšem brzy poté opustili, Odry, Hranice, Moravskou Ostravu a Nový Jičín. Dne 13. března byl kníže Bolek nucen podepsat s husity mír a následně přešel na jejich stranu. Jak dlouho byl hrad Bolkovým majetkem není známo, nicméně v roce 1434 se jej zmocnili hornoslezští husité. Ještě téhož roku jej však koupil Jan Tovačovský z Cimburka a buď ve stejném roce, nebo v roce 1435 prodal Mikuláši Sokolovi z Lamberka. V roce 1437 jej odkoupil císař Zikmund Lucemburský a vzápětí jej Mikulášovi zastavil. V létě 1438 změnil hrad majitele znovu, když jej získal Jan Čapek ze Sán. V době jeho vlastnictví vytvořil z Hukvald své druhé sídlo a podnikal odtud výpady do Polska, Uher a Rakouska. Zároveň se staral o obranu svým majetků, hukvaldský hrad nechal znovu a lépe opevnit a zároveň sem umístil svoji stálou posádku. V roce 1452 Jan Čapek zemřel a panství po něm zdědil jeho zeť Jan Talafús z Ostrova.
V roce 1465 hrad koupil Jiří z Poděbrad a na jaře 1466 jej prodal za 7 000 zlatých biskupu Tasovi (Protasiovi) Černohorskému z Boskovic. Ten vlastnil pouze čtvrtinu hradu, zbytek byl v majetku jeho bratrů, kteří mu na hrad přispěli – Jindřicha Jičínského, jehož správě byl hrad do roku 1476, a Beneše a Dobeše Černohorských z Boskovic. Od roku 1469 začala přestavba hradu na nové biskupovu sídlo. Biskup Tas z Boskovic byl původně kališníkem, poté sice přestoupil ke katolictví a r.1457 se stal olomouckým biskupem. Dále však stál na straně Jiřího z Poděbrad. Po zisku hradu (1466) však v roce 1476 přestoupil ke katolické straně a hrad se tak ihned stal terčem útoků královského vojska. Dne 25. srpna 1482 biskup zemřel a hrad převzal jeho bratr Dobeš. Ten pokračoval v přestavbě hradu a zaměřil se především na zdokonalení obrany. Zatímco biskup Tas z Boskovic stál na straně Matyáše Korvína, Dobeš a Beneš se přidali k císaři Fridrichu III., takže se vztahy nebezpečně vyhrotily. V letech 1486–1488 proto Dobeš vynaložil vysoké částky na zabezpečení především západní strany hradu. V roce 1493 Dobeš zemřel a hrad přešel na jeho bratra. Ten sem roku 1495 převedl z Ostravy vojenskou moc a Hukvaldy se staly jedinou pevností v kraji. Beneš však na hradě pobýval minimálně a proto roku 1497 uzavřel s olomouckým biskupem Stanislavem Thurzem dohodu, podle níž biskup mohl hrad kdykoliv koupit za 6 000 zlatých. Beneš zde následně pobýval do své smrti v roce 1507 a hrad tak přešel na jeho dceru Kateřinu. Teprve v roce 1511 se majitelem hradu stal Thurzo, který si na jeho zakoupení musel půjčit od svého bratra Jiřího z Bethlemfalvy.
V této době hrozilo hradu další nebezpečí, tentokrát od Turků. Thurzo se tedy rozhodl pokračovat v přestavbě pevnosti, celý objekt byl zmohutněn a přibyly další obranné prvky – věž nad bránou, bašty, strážnice. V této době také došlo k přenesení přístupové cesty na současné místo. Tyto přestavby byly ukončeny okolo roku 1537. Dne 5. října 1522 podepsal biskup s těšínským knížetem Kazimírem smlouvu, na jejímž základě mělo v budoucnu dojít k připojení panství místecko-frýdlantského k hukvaldskému. Následně se jako majitelé rychle vystřídala dvojice biskupů, Bernard Zoubek ze Zdetína a Jan Dubravius. Od něj získal v roce 1545 hrad do zástavy Jeroným Syrakovský z Pěrkova, ovšem roku 1553 se vrací do rukou biskupa, tentokrát Marka Khuena. Roku 1544 získal hrad status zemské hraniční pevnosti s povinností hlídek.
Marek Khuen se pustil do další přestavby hradu, v jejímž rámci byl na nádvoří vystavěn mohutný a rozsáhlý palác, zv. zámek. Zmodernizovány byly i další části hradu. Pracemi byl pravděpodobně pověřeny vlašský mistr Gabriel Vlach z Příbora. Veškerý kámen na stavbu byl těžen v pískovcovém lomu v Kazničově, který fungoval až do 19. století. Stavby z kazničovského pískovce se nacházejí také Rychalticích, Příboře, Místku a vlastních Hukvaldech. V západním křídle bylo zřízeno vězení pro kněze (Barborka a U zámečníka). Jelikož na hradě chyběl zdroj pitné vody, bylo v roce 1560 rozhodnuto o vybudování studny. Tím byli pověřeni studnaři Ambrož Šmechcz z Vratislavi a Jiřík Plýr z Gúr, kteří již měli za sebou hloubení studny např. na Starém Jičíně a v Pavlovicích. V roce 1566 pak Vilém Prusinovský z Víckova obdržel od císaře Maxmiliána dvacet daňků, kterým nechal u Horního Sklenova vybudovat oboru, jejíž stavba skončila v roce 1568. Zvěř do ní byla dovážena z různých míst, některé kusy pocházely až z Pardubic.
V roce 1576 nechal biskup Jan Mezon z Telče obnovit práce na posilování obrany hradu, neboť opět hrozil vpád Turků. Zároveň bylo obyvatelstvo okolních obcí vyzváno k obraně hradu. V roce 1580 se pak začalo v rámci úprav s budováním druhé studny, která byla hotová za pouhý rok. Na práci byli povoláni zedníci z Itálie a celá stála 300 zlatých. Jak se však ukázalo, ani tato studna nestačila. Proto v roce 1589 nechal biskup Stanislav II. Pavlovský z Pavlovic pozvat havíře z Kutné Hory na vykopání třetí studny. V této době také pokračovaly práce na zesílení obrany předsunutého opevnění.
Kromě pevnostní funkce plnil hrad také funkci vězeňskou. V roce 1585 nechal tajemník Jan Jeger na biskupův rozkaz zatknout kanovníka a děkana Jana Filopona Dambrovského z Dambrovky a převést jej na hukvaldský hrad. Zde jej měl na biskupův příkaz ze dne 16. prosince věznit Valentin Pavlovský z Pavlovic. Jan F. Dambrovský byl viněn z otrávení trojice biskupů – Jana XVII. Grodeckého, Tomáše Albína z Helfenburku a Jana XV. Mezona z Telče. Na Tři krále v roce 1586 přijela na hrad vyšetřovací komise a v dubnu téhož roku vydal biskup příkaz převést vězně na jiné místo. V roce 1587 se sem sice na pár měsíců vrátil, ale někdy ve druhé polovině března byl odvezen a sťat.
Ve stejném roce se na hrad před morem uchýlil olomoucký biskup Stanislav Pavlovský. V roce 1588 pak na hradě pobývala asi stovka hajduků, kteří měli za úkol chránit okolí před útoky Tatarů a Kozáků, kteří vpadli na panství. V roce 1592 nechal biskup obehnat studnu, do té doby chráněnou dřevěnou palisádou, kamennou hradbou, jejímž autorem byl Bernard z Ostravy. Po biskupově smrti 2. června 1598 se o panství krátkou dobu staral Valentin Pavlovský, který ovšem v červenci utekl do Slezska, protože mu byly prokázány chyby v hospodaření s biskupskými majetky. V roce 1599 se novým biskupem a zároveň i majitelem hradu stal František z Dietrichsteina. V roce 1602 hrozilo, že hrad obklíčí Bočkajovci z Uher, a proto biskup povolal na ochranu Hukvald stavovské vojsko.
Vedle hradu stojí kaple svatého Ondřeje. Natáčela se zde např. pohádka O sirotkovi z Radhoště (1997, režie Ludvík Ráža) a také část pohádky Princezna zakletá v čase 2 (2022, režie Petr Kubík).
V roce 2015 hrad navštívilo 56 037 návštěvníků.